# (3346) Gerla
(3346) Gerla (auch: 1979 RC) ist ein Asteroid des Hauptgürtels, der am 27. September 1951 vom belgischen Astronomen Sylvain Julien Victor Arend in Ukkel entdeckt wurde.
Die Herkunft des Namens ist unklar. Er soll nach der englischen Schauspielerin Gertrude Lawrence (1898–1952) kommen.